# Artemita latifrons
Artemita latifrons är en tvåvingeart som först beskrevs av James 1971.  Artemita latifrons ingår i släktet Artemita och familjen vapenflugor. Inga underarter finns listade i Catalogue of Life.